# 中国民间艺术

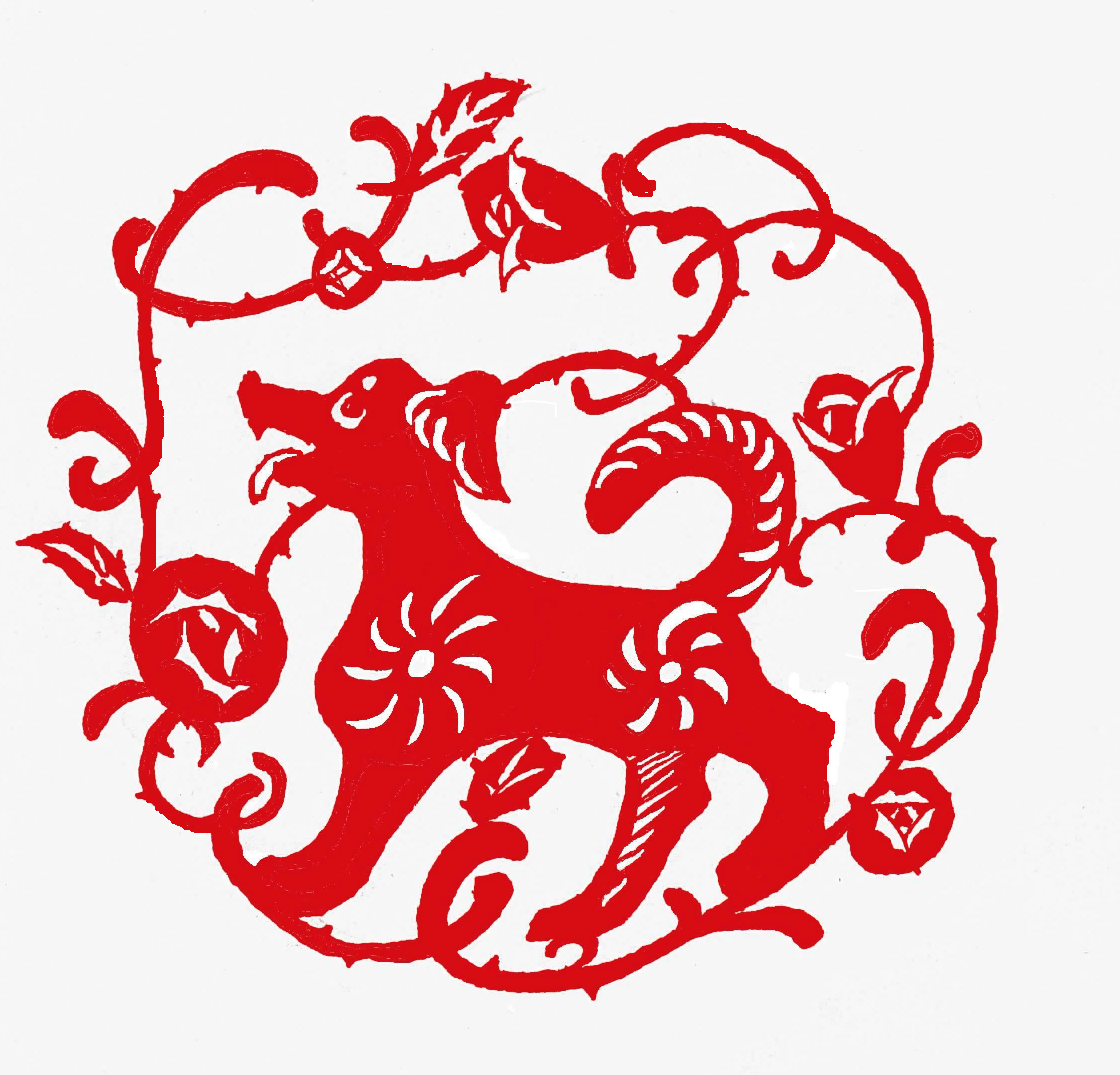
狗年的新年剪纸

中国民间艺术或者说中国手工艺品，是从中国的某一个地区或者名族场景中保留延续下来的。通常，各省之间的民俗文化会有一些差异。但是个体民间艺术有着悠久的历史，许多传统至今仍在现实生活中被运用。中国民间艺术也称作为中国传统文化，它的一般定义与中国美术的艺术形式有所不同，它融入了中国的美术形式。
中国民间艺术是起源于中国的古老艺术形式，是劳动者为满足自己的生活和审美需求而创造的艺术。其中一些古代艺术形式包括玉雕、音乐及其乐器等表演艺术、竹篮等编织艺术、剪纸和服装，它们都通过民间美术和工艺美术的各种形式表现。中国民间艺术是起源于中国的古老艺术形式。这些古代艺术形式包括玉雕、音乐及其各自乐器等表演艺术、编篮等纺织艺术、纸艺和服装。

## 玉雕
玉是一种稀有的矿物，自史前以来，玉在中国艺术中被广泛使用。玉雕在中国已经是一种常见的高级民间艺术，也是中国最古老的雕刻品种之一。工艺师在制作过程中，根据不同玉料的天然颜色和自然形状，经过精心设计、反复琢磨，才能把玉石雕制成精美的工艺品。从面具到动物，玉石以及更便宜的木材和竹子都被用于许多艺术品中。有时，最高质量的玉石比黄金、钻石或珍珠更受重视。由于玉石俱有天然的韧性，人们认为中国的玉石雕刻在最早的时候，是被用来雕刻成剑等武器的，尽管目前还不清楚这些剑的雕刻是用于仪式，还是真实的被用上战场。但随着时间的推移，玉石被雕刻成了许多不同的形状和形式。早期玉雕的一个重要例子是被称为“璧”的圆盘，通常被认为以某种方式代表天空。到公元前3000年，玉才被称为玉。公元前206年，汉朝学者许慎将玉五德列为仁、义、礼、智、信。它进一步代表仁慈、义气、智慧、勇敢和洁净。玉也会被人们用于风水之中，因为玉可以为室内空间增添和谐与平衡。

## 竹篮
竹篮就是用竹子或者植物茎编织编成的篮子。竹篮的运用非常广泛，可用来装菜，洗衣，盛物件。如今，随着发展，除了传统的用途外还可以作为各种产品的外包装。比如作为粽子包装、月饼包装、水果包装等等。以此替代传统的纸盒包装，即环保又时尚。在产品使用完毕后，它还可作为收纳盒或者摆件继续重复利用。

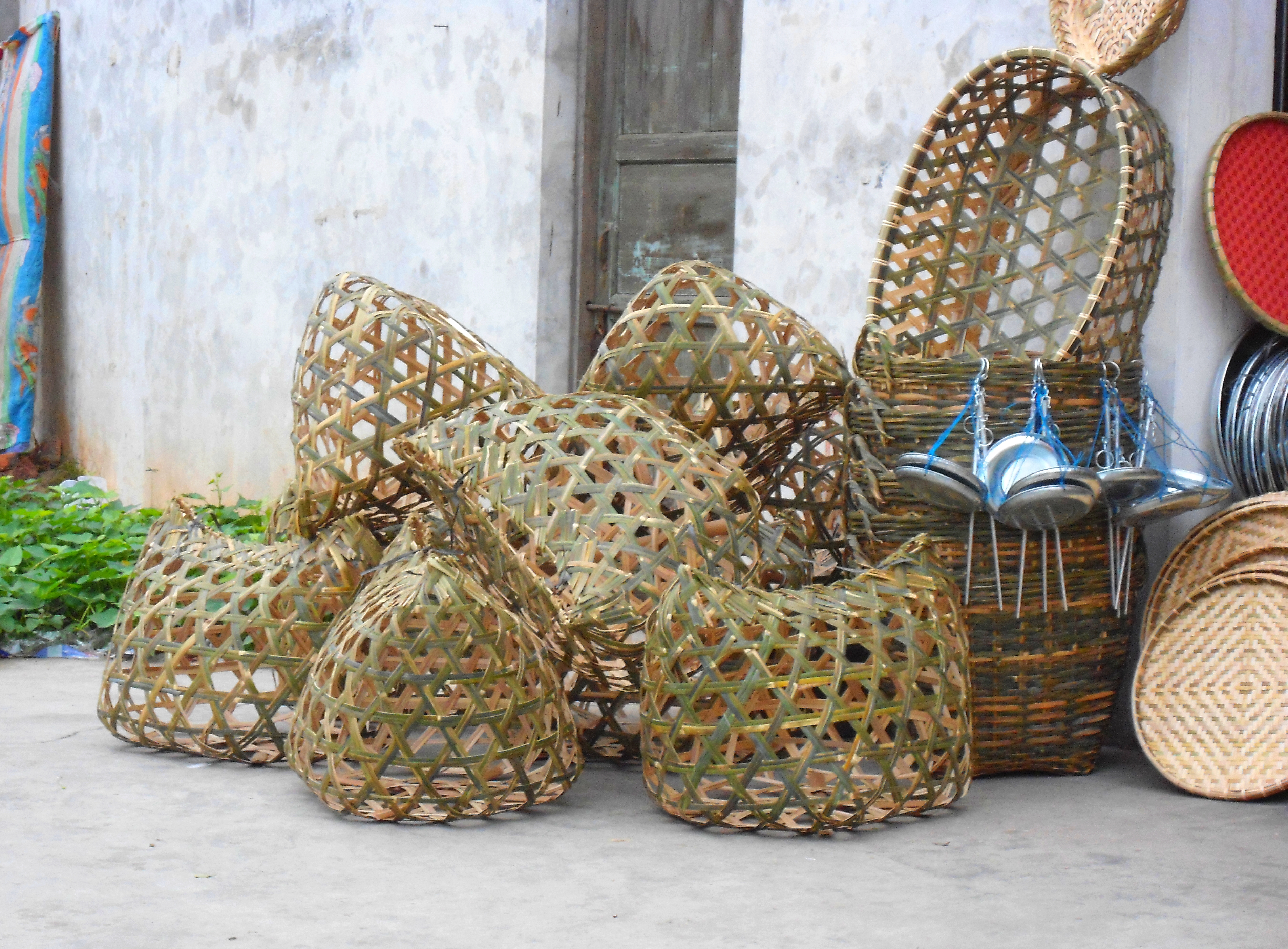
中国海南省海口市的竹篮

## 中国风筝
中国是风筝的发源地，山东潍坊是中国风筝最主要的发源地。在宋朝（960–1279），风筝就开始在潍坊盛行。到了明朝（1368-1644），放风筝这件事在那时变得更加流行，随之出现的是规模相当大的风筝交易会。风筝不仅销往山东省的各个地方，还被远销到了江苏省、福建省、安徽省等多个地方。英国著名学者李约瑟在其著作《中国科学技术史》中将风筝列为中国传入欧洲的重要科学技术贡献之一。

## 美食艺术

### 糖画

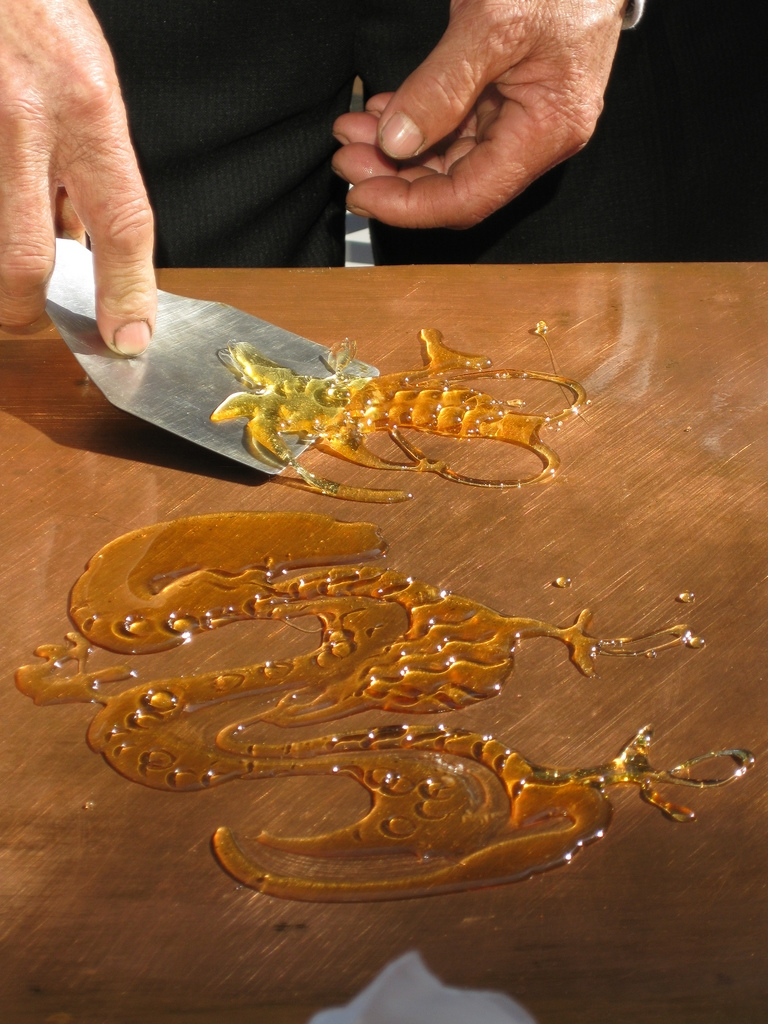
糖画

糖画是中国传统民间艺术的一种形式，民间艺人使用熔化了的糖汁在石板上飞快地来回浇铸，画出造型，而这造型则是关键，他们可以完美地做出平面糖画。
糖人是中国传统手工艺的一种，民间艺人以熬化的蔗糖或麦芽糖进行制作。他们多是勺形和铲形的工具，做出精美的立体糖画。

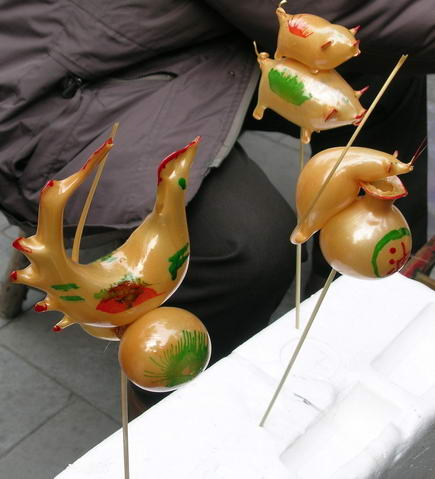
糖人

### 面人
面人是由彩色的面粉制作的，是一种制作简单但艺术性很高的中国传统民间工艺品。中国的面塑艺术早在汉代就已有文字记载。捏面艺人过去常常带着工具去一些村镇通过制作及售卖面人来谋生。有时候，面人和雕刻好的蔬菜一起被放在盘中用于菜盘的装饰。

## 剪纸

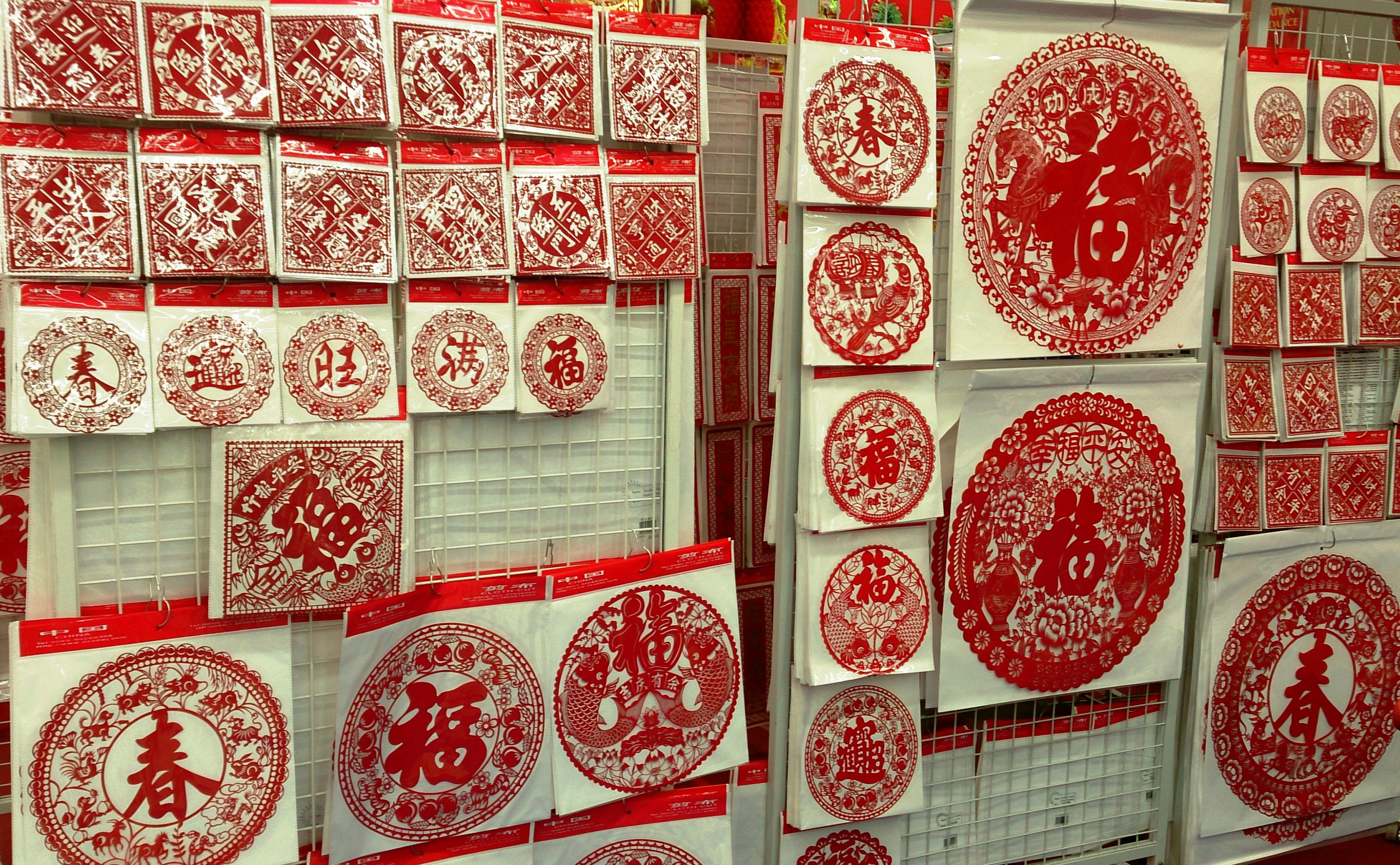
剪纸

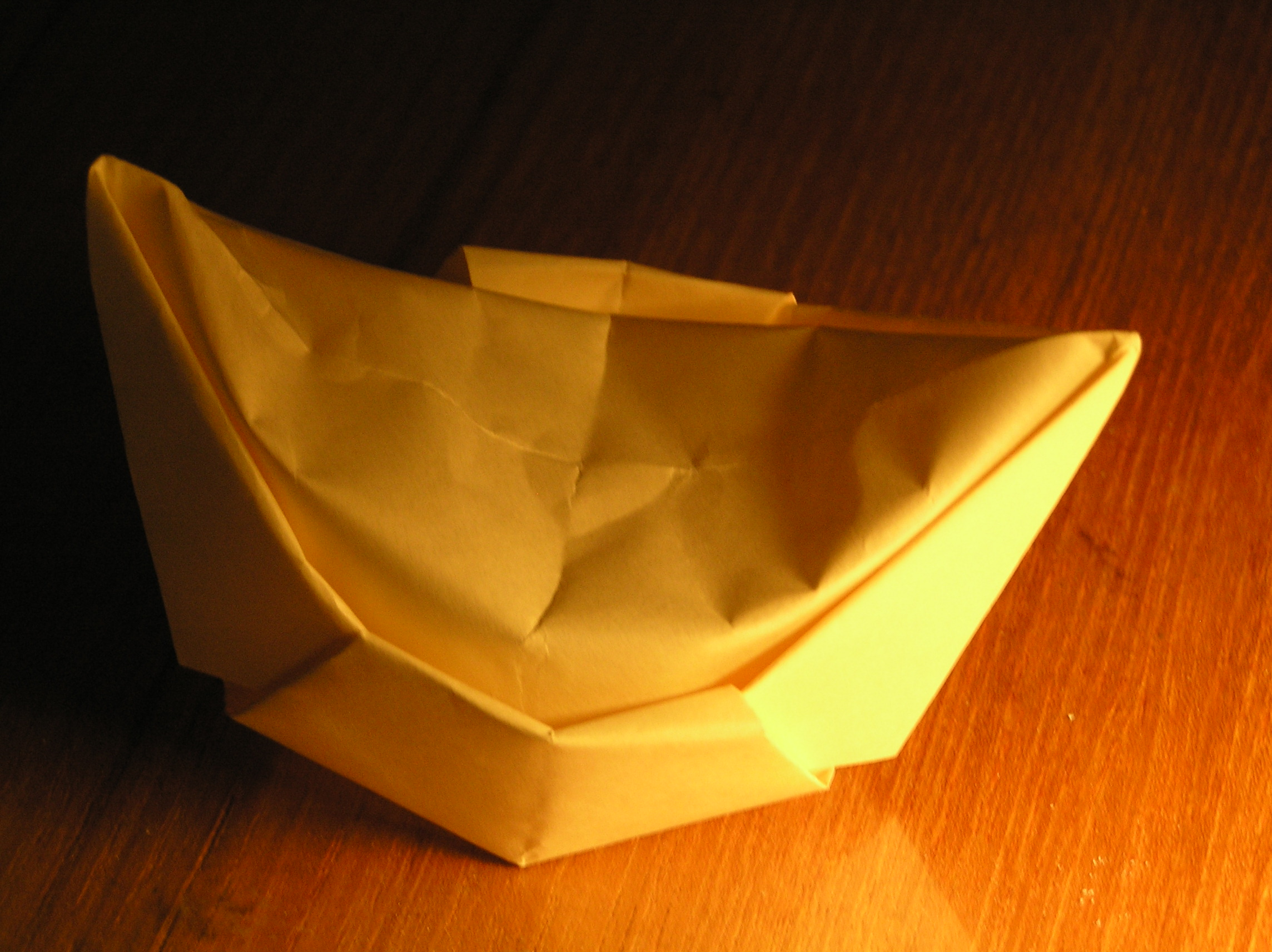
传统折纸

最早的两种剪纸艺术起源于汉代，分别是中国剪影和中国折纸，与手持扇和玩具风车一起使用。中国剪纸是中国民间手艺术的一种，起源于中国的6世纪，被认为是汉朝的蔡伦发明的。众所周知，剪纸在空白空间中的使用是非常复杂的，主要用于装饰，常出现在镜子、灯笼、墙上等。在大部分的城市和唐人街，许多的街角、商业区，以及建筑的内部都可以发现剪纸。

## 表演艺术

### 木偶戏
木偶戏是最古老的民间艺术形式之一。木偶戏演员在表演中会使用各种各样的木偶，包括提线木偶、布袋木偶、托棍木偶、杖头木偶、铁线木偶等。木偶戏是由演员在幕后操纵木制玩偶进行表演的戏剧形式，他们会在一些对话中加入一些民歌和舞蹈，而这些的主要来源是儿童故事和寓言。

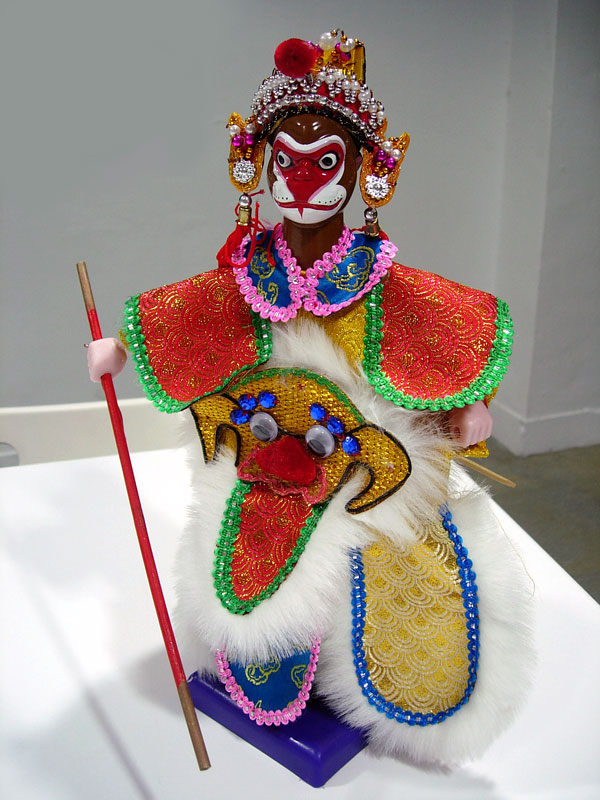

### 皮影戏
皮影戏是传统戏剧的一种，是一种以兽皮或纸板做成的人物在幕布后面形成剪影进行表演故事的民间戏剧。皮影戏的题材和唱法与中国戏曲有着密切的关系，除了没有使用现场演员。这种艺术风格直到最近才开始传承，从师傅传给学徒。最常见的剧团名册是一个木偶师、一个歌手和一个音乐家乐队。1966年文化大革命期间，政府禁止了皮影戏，但在20世纪70年代末又允许了皮影戏的存在。

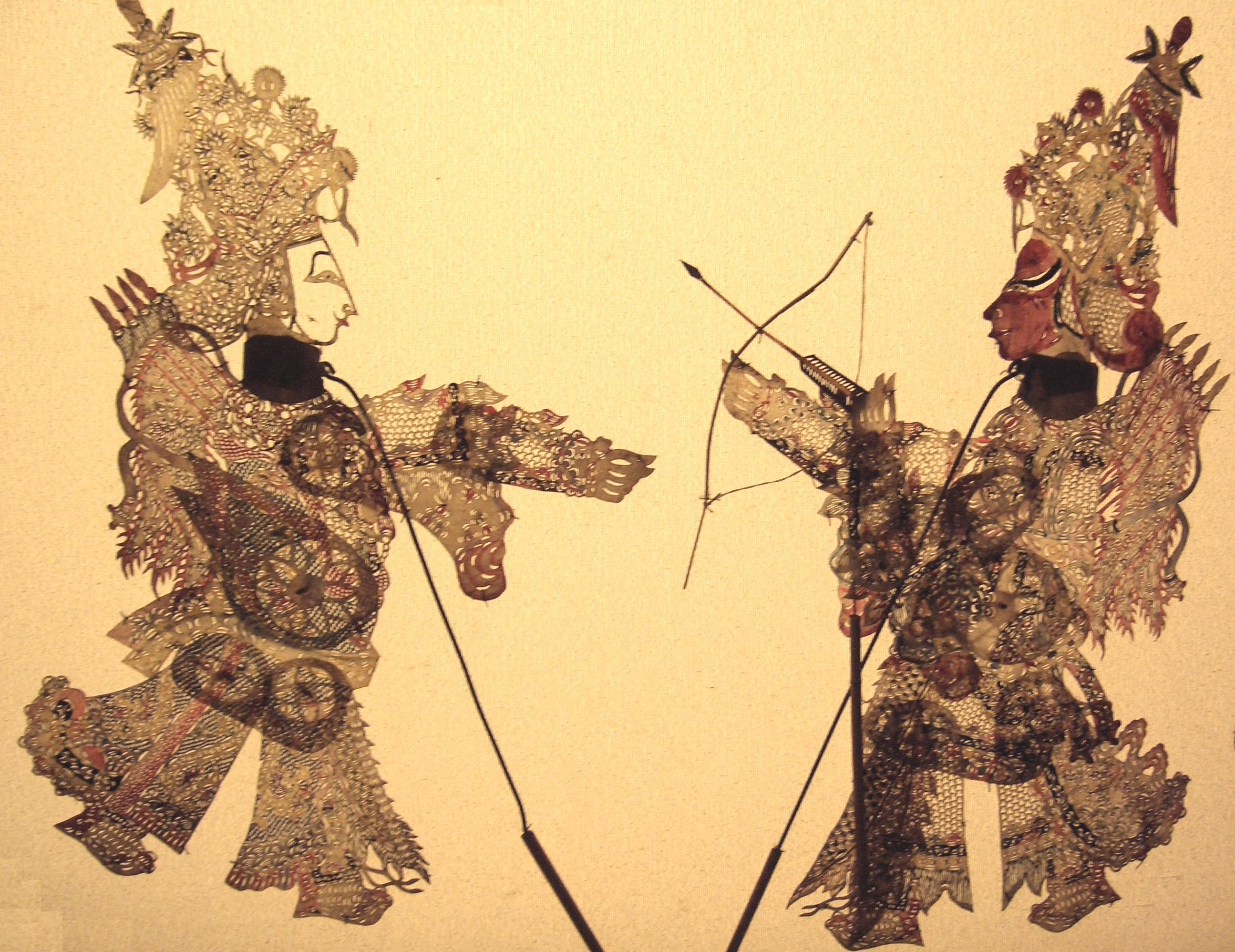
中国皮影人物，两个勇士；乾隆时期的布景，约1780年；德国奥芬巴赫博物馆

### 中国结

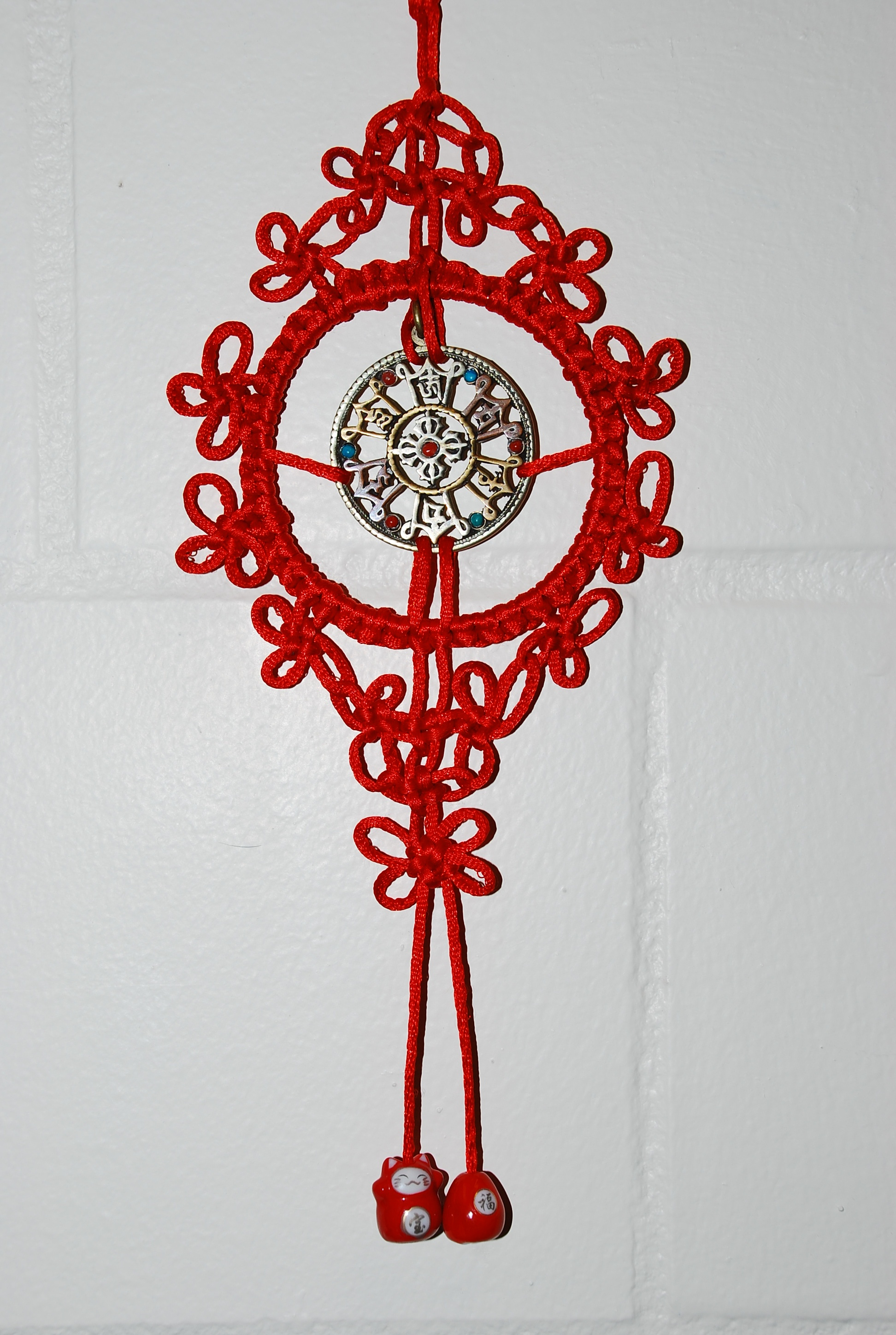

中国结是一种装饰性的中国民间艺术手工艺品，始于中国的唐宋时期(AD 960–1279)。在明朝时，中国结得到了推广。中国结这种手工艺术形式被称为中国传统的装饰结。它作为一种传统的艺术形式，创造了很多具有装饰功能的图案。它在文化大革命期间不被运用，但如今中国结又再次流行了起来。

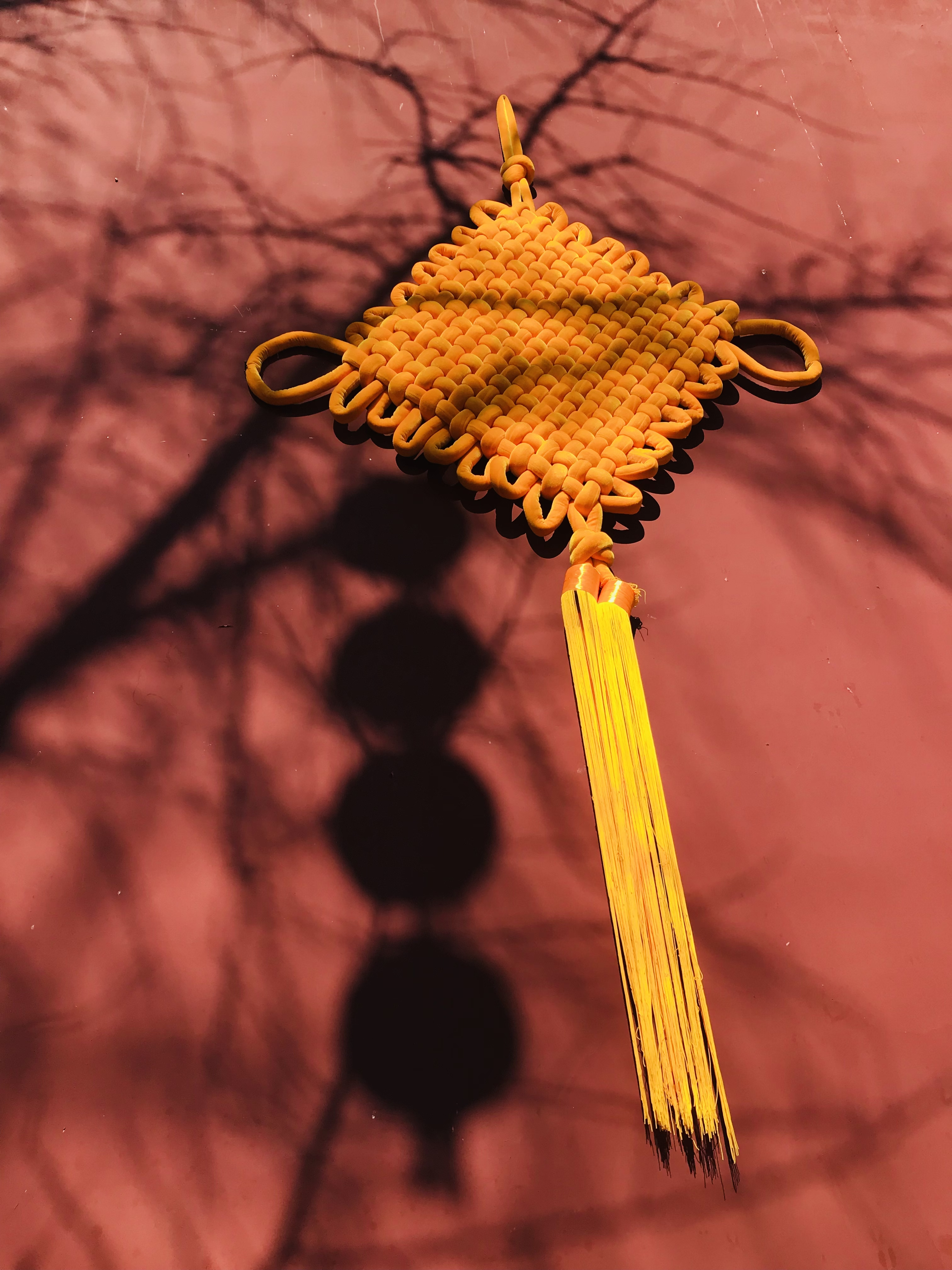
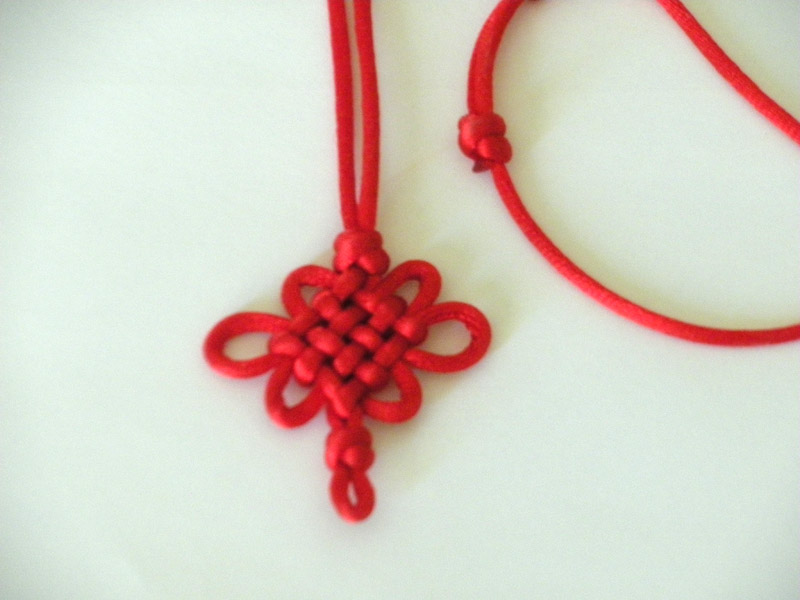
四排交叉结
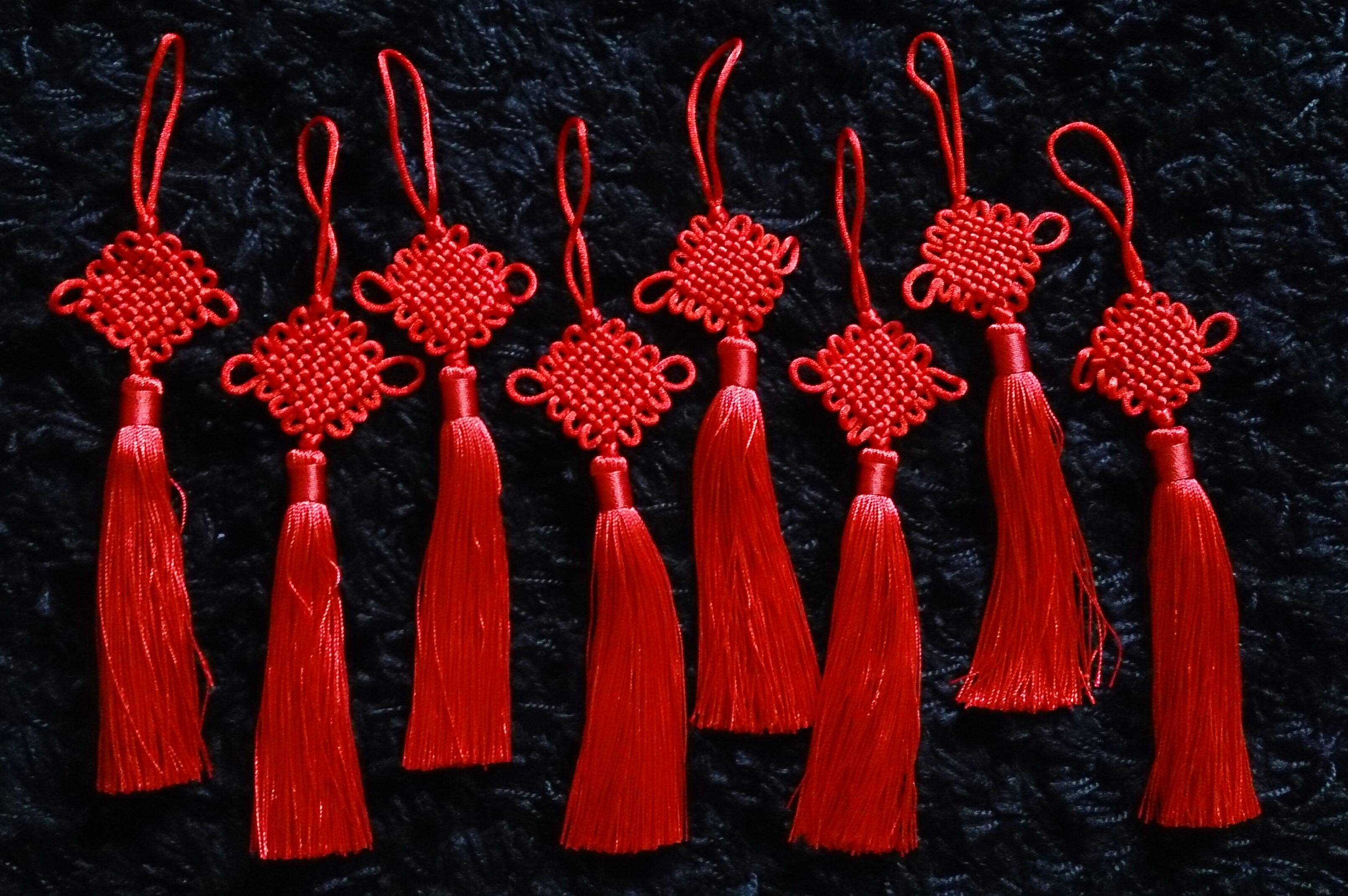
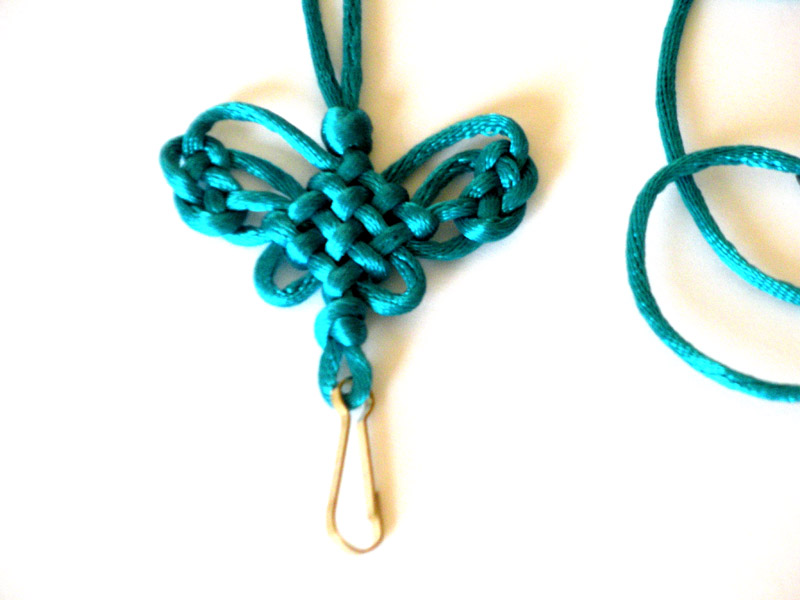

### 虎头鞋
虎头鞋是中国传统手工艺品之一，是具有代表性的，是一种童鞋，他的名字来源于鞋头呈虎头的模样，它既有实用价值，也有观赏价值，同时它又是一种吉祥物，人们赋予它驱鬼辟邪的功能。

## 乐器
拨浪鼓是一种古老又传统的民间乐器和玩具，出现于战国时期。中国早期的拨浪鼓是乐器而非玩具。如今，拨浪鼓流行于全国各地区，在世界各地分布很广，遍及五大洲。

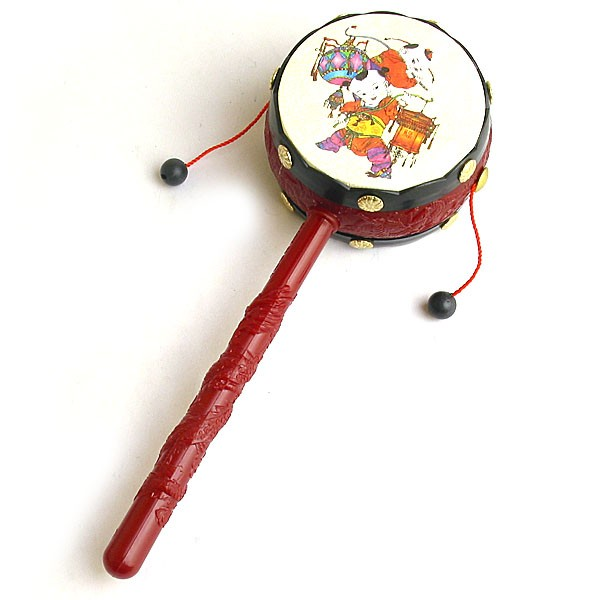

木鱼是外形酷似鱼头形状的一种木制品，多用于佛教、道教的功课与法会。寺庙中使用的木鱼，大致分为两种：一种为圆形，另一种是长条形的。明、清以来，民间音乐和潮剧、粤剧中常用到木鱼。使木鱼除法器外兼具乐器功能。

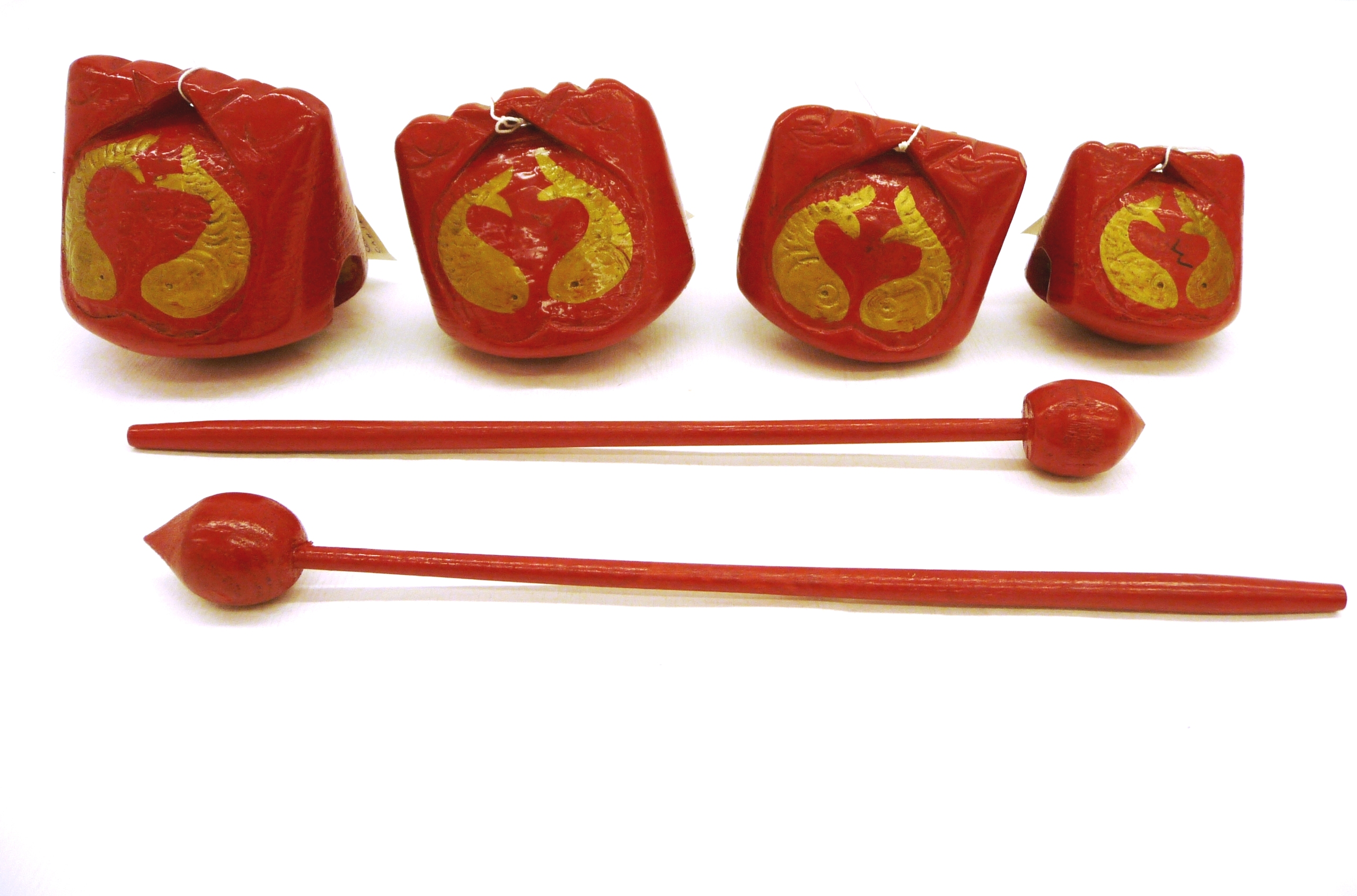

## 另请参阅
- 中国美术史
- 汉族
- 中国游戏